# Podonectria novae-zelandiae
Podonectria novae-zelandiae är en svampart som beskrevs av Dingley 1954. Podonectria novae-zelandiae ingår i släktet Podonectria och familjen Tubeufiaceae.   Inga underarter finns listade i Catalogue of Life.